# Atletica leggera ai Giochi della VII Olimpiade - 400 metri piani

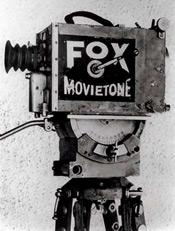
Video della Finale (durata: 34")

La competizione dei 400 metri piani di atletica leggera ai Giochi della VII Olimpiade si tenne i giorni  19 e 20 agosto 1920 allo Stadio Olimpico di Anversa.

## L'eccellenza mondiale
| Record europeo       | 48"1y | W. Halswelle 1908                    | Deceduto 1915    |
| Primatisti mondiali  | 47"4y | Ted Meredith 1916 Binga Dismond 1916 | Presente Assente |
| Primat. stag.le      | 48"3  | Bevil Rudd                           | Presente         |
| Vincitore Trials USA | 49"0y | Frank Shea                           | Presente         |

1. ↑  Non si considerano gli atleti professionisti.
2. ↑  Tempo ottenuto sulla distanza delle 440 iarde.
3. ↑  Fino al 15 agosto.

## La gara
La prima semifinale è vinta da Frank Shea (USA) in 50"0 e Nils Engdahl (49"4). I due atleti sono i favoriti per l'oro. Viene inaspettatamente eliminato il co-detentore del record del mondo Meredith. 

In finale, il sudafricano Dafel commette una falsa partenza. Al secondo via, scattano avanti Shea e Engdahl, ma durante la seconda curva Bevil Rudd (Saf) li raggiunge e si presenta da solo sul rettilineo finale. I due avversari non riescono a replicare  e vengono superati anche dal britannico Guy Butler che coglie l'argento dietro Rudd.

## Risultati

### Turni eliminatori
| 10 Batterie        | 19 agosto | 37 iscritti   | Si qualificano i primi 2. |
| 4 Quarti di finale | 19 agosto | 5 + 5 + 5 + 5 | Si qualificano i primi 3. |
| 2 Semifinali       | 20 agosto | 6 + 6         | Si qualificano i primi 3. |
| Finale             | 20 agosto | 6 concorrenti |                           |

### Batterie
- (Tra parententesi tempi stimati)

| Pos. | Atleta            | Nazione       | Tempo  |
| ---- | ----------------- | ------------- | ------ |
| 1    | Robert Lindsay    | Gran Bretagna | 52"0   |
| 2    | Clarence Oldfield | Sudafrica     | (52"2) |
| 3    | Anatole Bolin     | Svezia        | (52"6) |

| Pos. | Atleta               | Nazione        | Tempo  |
| ---- | -------------------- | -------------- | ------ |
| 1    | Gaston Féry          | Francia        | 51"1   |
| 2    | John Ainsworth-Davis | Gran Bretagna  | (51"3) |
| 3    | Karel Frankenstein   | Cecoslovacchia | (51"8) |
| 4    | Frank Irvine         | Sudafrica      | n/d    |

| Pos. | Atleta         | Nazione     | Tempo  |
| ---- | -------------- | ----------- | ------ |
| 1    | Frank Shea     | Stati Uniti | 50"8   |
| 2    | Henry Dafel    | Sudafrica   | (51"2) |
| 3    | Sven Krokström | Svezia      | (51"6) |

| Pos. | Atleta              | Nazione     | Tempo  |
| ---- | ------------------- | ----------- | ------ |
| 1    | Ted Meredith        | Stati Uniti | 51"6   |
| 2    | Géo André           | Francia     | (52"3) |
| 3    | Giuseppe Bernardoni | Italia      | (52"8) |

| Pos. | Atleta            | Nazione   | Tempo  |
| ---- | ----------------- | --------- | ------ |
| 1    | Bevil Rudd        | Sudafrica | 50"6   |
| 2    | Erik Wilén        | Finlandia | (51"1) |
| 3    | Reinhold Saulmann | Estonia   | (51"6) |
| 4    | Giovanni Tosi     | Italia    | (51"8) |

| Pos. | Atleta       | Nazione        | Tempo  |
| ---- | ------------ | -------------- | ------ |
| 1    | Robert Emery | Stati Uniti    | 52"6   |
| 2    | Guy Butler   | Gran Bretagna  | (53"2) |
| 3    | Karel Přibyl | Cecoslovacchia | (54"0) |
| 4    | Jules Migeot | Belgio         | (55"1) |

| Pos. | Atleta          | Nazione     | Tempo  |
| ---- | --------------- | ----------- | ------ |
| 1    | George Schiller | Stati Uniti | 50"4   |
| 2    | Nils Engdahl    | Svezia      | (50"6) |
| 3    | Maurice Delvart | Francia     | (50"9) |
| 4    | Einar Mangset   | Norvegia    | (51"3) |

| Pos. | Atleta          | Nazione          | Tempo  |
| ---- | --------------- | ---------------- | ------ |
| 1    | Eric Sundblad   | Svezia           | 52"0   |
| 2    | Hec Phillips    | Canada           | (52"3) |
| 3    | Agide Simonazzi | Italia           | (53"0) |
| 4    | Purma Bannerjee | India Britannica | (53"1) |

| Pos. | Atleta                  | Nazione       | Tempo  |
| ---- | ----------------------- | ------------- | ------ |
| 1    | Omer Corteyn            | Belgio        | 52"2   |
| 2    | Hedges Worthington-Eyre | Gran Bretagna | (52"5) |
| 3    | Jean Proess             | Lussemburgo   | (52"6) |
| 4    | José García Lorenzana   | Spagna        | (52"8) |

| Pos. | Atleta               | Nazione | Tempo  |
| ---- | -------------------- | ------- | ------ |
| 1    | François Morren      | Belgio  | 51"6   |
| 2    | Miguel García Onsalo | Spagna  | (52"0) |
| 3    | Eugène Bayon         | Francia | (52"4) |
| 4    | Ahmed Khairy         | Egitto  | n/d    |

### Quarti di finale
| Pos. | Atleta               | Nazione       | Tempo  |
| ---- | -------------------- | ------------- | ------ |
| 1    | Nils Engdahl         | Svezia        | 50"4   |
| 2    | John Ainsworth-Davis | Gran Bretagna | (50"7) |
| 3    | Robert Emery         | Stati Uniti   | (50"7) |
| 4    | François Morren      | Belgio        | (50"8) |
| 5    | Clarence Oldfield    | Sudafrica     | (51"1) |

| Pos. | Atleta       | Nazione       | Tempo  |
| ---- | ------------ | ------------- | ------ |
| 1    | Gaston Féry  | Francia       | 50"6   |
| 2    | Guy Butler   | Gran Bretagna | (50"7) |
| 3    | Ted Meredith | Stati Uniti   | (50"8) |
| 4    | Erik Wilén   | Finlandia     | (51"1) |
| 5    | Hec Phillips | Canada        | (51"5) |

| Pos. | Atleta          | Nazione       | Tempo  |
| ---- | --------------- | ------------- | ------ |
| 1    | Henry Dafel     | Sudafrica     | 51"0   |
| 2    | George Schiller | Stati Uniti   | (51"3) |
| 3    | Eric Sundblad   | Svezia        | (51"4) |
| 4    | Robert Lindsay  | Gran Bretagna | (51"7) |
| 5    | Omer Corteyn    | Belgio        | (52"1) |

| Pos. | Atleta                  | Nazione       | Tempo  |
| ---- | ----------------------- | ------------- | ------ |
| 1    | Frank Shea              | Stati Uniti   | 51"0   |
| 2    | Bevil Rudd              | Sudafrica     | (51"2) |
| 3    | Géo André               | Francia       | (51"3) |
| 4    | Miguel García Onsalo    | Spagna        | (52"6) |
| 5    | Hedges Worthington-Eyre | Gran Bretagna | (52"7) |

### Semifinali
| Pos. | Atleta               | Nazione       | Tempo  |
| ---- | -------------------- | ------------- | ------ |
| 1    | Nils Engdahl         | Svezia        | 49"4   |
| 2    | Bevil Rudd           | Sudafrica     | (49"7) |
| 3    | John Ainsworth-Davis | Gran Bretagna | (49"9) |
| 4    | Robert Emery         | Stati Uniti   | n/d    |
| 5    | George Schiller      | Stati Uniti   | n/d    |
| 6    | Gaston Féry          | Francia       | n/d    |

| Pos. | Atleta        | Nazione       | Tempo  |
| ---- | ------------- | ------------- | ------ |
| 1    | Frank Shea    | Stati Uniti   | 50"0   |
| 2    | Guy Butler    | Gran Bretagna | (50"2) |
| 3    | Henry Dafel   | Sudafrica     | (50"4) |
| 4    | Ted Meredith  | Stati Uniti   | (50"4) |
| 5    | Géo André     | Francia       | (50"5) |
| 6    | Eric Sundblad | Svezia        | (52"0) |

### Finale
È ufficializzato solo il tempo del primo classificato.
| Pos.    | Atleta               | Età | Nazione       | Tempo ufficiale | Tempo ufficioso |
| ------- | -------------------- | --- | ------------- | --------------- | --------------- |
| Oro     | Bevil Rudd           | 25  | Sudafrica     | 49"6            |                 |
| Argento | Guy Butler           | 18  | Gran Bretagna |                 | 49"9            |
| Bronzo  | Nils Engdahl         | 22  | Svezia        |                 | 49"9            |
| 4       | Frank Shea           | 26  | Stati Uniti   | n/d             | n/d             |
| 5       | John Ainsworth-Davis | 25  | Gran Bretagna | n/d             | n/d             |
| 6       | Henry Dafel          | 31  | Sudafrica     | n/d             | n/d             |